# Crosby, Stills, Nash & Young
Crosby, Stills, Nash & Young, američka folk rock supergrupa.
Osnovana je 1968. u Los Angelesu, a izvornu postavu činili su Stephen Stills, nekadašnji član Buffalo Springfielda, David Crosby, nekadašnji član The Byrdsa i Graham Nash, bivši pjevač The Holliesa. Prvi album Crosby, Stills & Nash objavljen 1969. mješavina je folka, bluesa te južnjačkog R&B-a sa zapaženim vokalnim harmonijama. Godinu poslije objavljuju album Déjà Vu, na kojem im se pridružio Neil Young, uz svoje dvije skladbe: „Helpless” i „Country Girl”. Prije ovog albuma, Young je sa sastavom nastupio na festivalu u Woodstocku. Nakon albuma uživo 4 Way Street 1971. dolazi do razlaza grupe. Young je nastavio samostalnu karijeru, a ostatak grupe povremeno se okupljao iako su manje-više imali samostalne karijere. Četverac se okupio 1974. na stadionskoj turneji potpomažući prodaju uspješne kompilacije So Far objavljene iste godine. Donekle uspješan bio je studijski album CSN iz 1977., a ostatak studijskih albuma nije bio na nivou prethodnika. Svojevrstan povratak na scenu dogodio se albumom Looking Forward objavljenom 1999. Sastav se konačno razišao 2016.
Trio Crosby, Stills and Nash osvojio je nagradu Grammy za najboljeg novog izvođača 1969. Kao isti trio, primljeni su u Rock and roll hall of Fame 1997. godine.

## Studijski albumi
- Crosby, Stills & Nash (1969.)
- Déjà Vu (1970.)
- CSN (1977.)
- Daylight Again (1982.)
- American Dream (1988.)
- Live It Up (1990.)
- After the Storm (1994.)
- Looking Forward (1999.)

## Vanjske poveznice
- Stranice sastava
- Rock: Crosby, Stills, Nash & Young, nekad i sad: U potrazi za američkim snom Vijenac, književni list za umjetnost, kulturu i znanost (br. 620 od 7. prosinca 2017.)